# Міст Метехі
Міст Метехі (груз. მეტეხის ხიდი) — арковий міст через річку Куру в Тбілісі, Грузія. З'єднує історичні райони Старий Тбілісі і Метехі. Найстаріша мостова переправа міста.

## Розташування
Міст сполучає площу Вахтанга Горгасалі і площу Європи.
Поруч з мостом розташовані Храм Метехі, парк Ріке, пам'ятник царю Вахтангу Горгасалі.
Вище за течією розташований міст Миру, нижче — міст 300 арагвинців (по греблі Ортачальської ГЕС).

## Назва
Назва мосту пов'язана з назвою району Метехі.
За рішенням міських зборів Тбілісі від січня 2014 року Метехському мосту надано ім'я ста тисяч святих мучеників.

## Історія
Вважається, що переправа на цьому місці (в Метехській тіснині) існує з часу заснування Тбілісі. Згадується в більшості письмових джерел про Тбілісі, починаючи з VIII століття, позначений на найстарішому, що дійшов до нас, плані Тбілісі Вахушті Багратіоні (1735).
Для скорочення прогону моста вибрано місце, де русло річки має найменшу ширину. Міст пов'язував дві основні укріплені частини міста — Іс(а)ні і Кала. Це був дерев'яний однопрогоновий міст на високих берегових підпорах. На обох його кінцях стояли ворота для входу до фортець.
Міст через річку на цьому місці тривалий час був єдиним у місті. Як стратегічно важливий об'єкт, міст Метехі ставав об'єктом збройної боротьби під час військових зіткнень і багаторазово руйнувався як загарбниками, так і захисниками міста. Так було під час вигнання арабів з міста за царя Баграта[прояснити], за навали Джелал ад-Діна, перського завоювання Ага Мохаммед Шаха 1795 року тощо. Мабуть, ці обставини визначили дерево, як матеріал для спорудження моста — його було легко розібрати за необхідності і легко відновити після руйнування.
Територія біля мосту займали торгові і складські будівлі, тут були культові споруди — церква Костянтина і Олени на подвір'ї ахтальських єпископів, шиїтська мечеть Шах-Аббаса (побудована 1522 року після завоювання Тбілісі іранським шахом Ісмаїлом).
Черговий раз відновлений 1797 року міст, у 1805 році знесла ріка, що розлилася. Під час відновлення переправи цього ж року зведено вже два мости поруч — Метехський (або Миколаївський) і Авлабарський (використовувалися також назви — Верхньо- і Нижньомайданські).
1821 року Авлабарський міст перебудовано за проєктом інженера М. Г. Дестрема. Міст став однопрогінним дерев'яним арковим з кам'яними підпорами і прогоном 27,7 м. 1843 року протягом 6,5 місяців побудовано міст із дерев'яною ґратчастою прогінною будовою системи Тауна. Це був перший міст такої системи, побудований на Кавказі. Роботи проводились господарським способом під керівництвом інженера шляхів сполучення підполковника Граверта. Довжина моста становила 32 м, ширина — 7 м, ширина між перилами — 5,8 м. Прогонова споруда складалося з двох ґратчастих ферм висотою 3,5 м.
1870 року дерев'яні Авлабарські мости замінено залізними розкісними. Нижній Авлабарський побудовано за проєктом англійського інженера К. Ордіша, Верхній Авлабарський — за проєктом інженера В. Заземана. Мости виготовлено в Англії на заводі Гендісайд. Будівельні роботи проходили під керівництвом інженера Віньча.
У 1950—1951 роках замість двох старих споруджено один новий залізобетонний міст. Автори проекту — інженер Г. Чомахідзе і архітектор С. Демчинелі. Дві пари високих обелісків (для додання «монументальності»), споруджених при в'їзді на міст, що внесли дисонанс у загальну забудову, згодом видалено.
Під час спорудження нового моста знищено історичну забудову прилеглої до нього території (зокрема, караван-сарай Зубалашвілі і Тбіліська шиїтська мечеть). Останнім часом міська влада оголосила про намір відновити цю частину історичного Старого Тбілісі, як це було в першій половині XX століття[джерело?].
2010 року поруч із мостом на лівому березі Кури розбили парк Ріке.

## Конструкція
Міст двопрогінний арковий. Оскільки проїзд уздовж набережної можливий тільки правим берегом, міст несиметричний: русло річки перекрито 43-метровою аркою, а на правому березі облаштовано шляхопровід, проліт якого (25,6 м) перекрито залізобетонним склепінням.

Міст призначений для руху автотранспорту і пішоходів. Проїзна частина має 6 смуг для руху автотранспорту. Чавунні поруччя художнього литва закінчуються на підпорах кам'яним парапетом. 

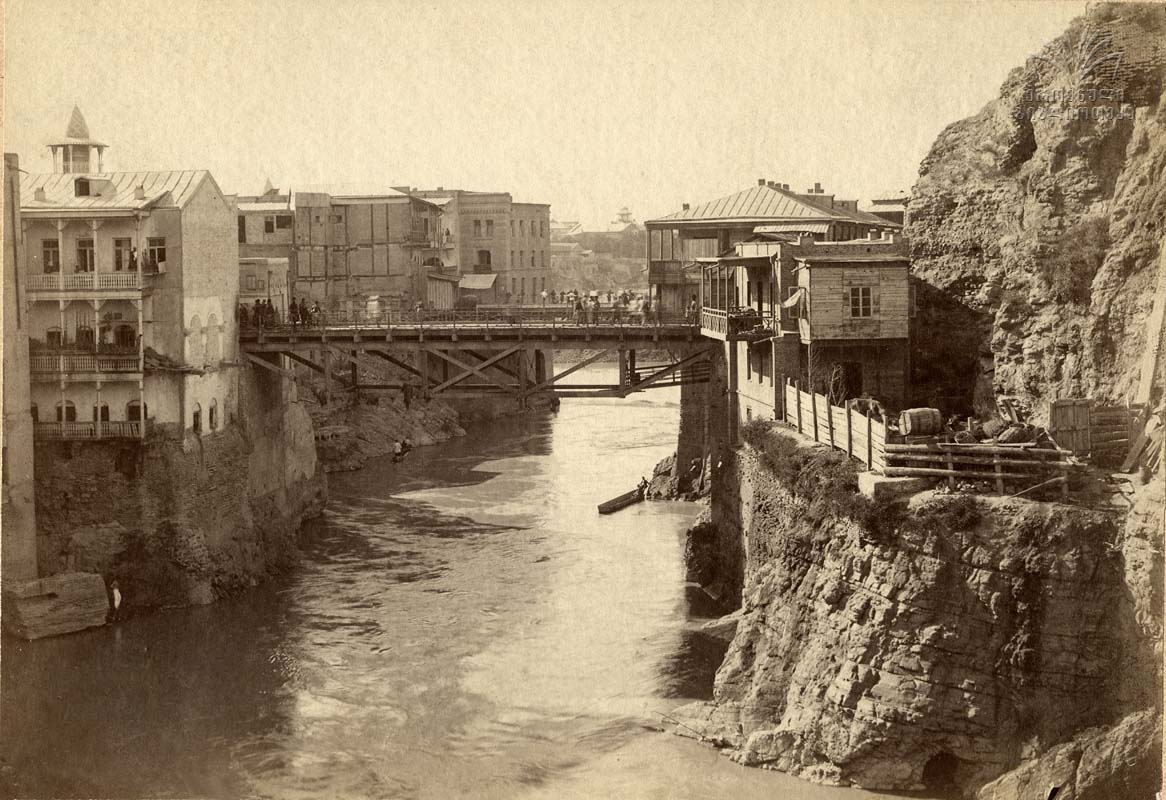
Дерев'яний Метехський міст
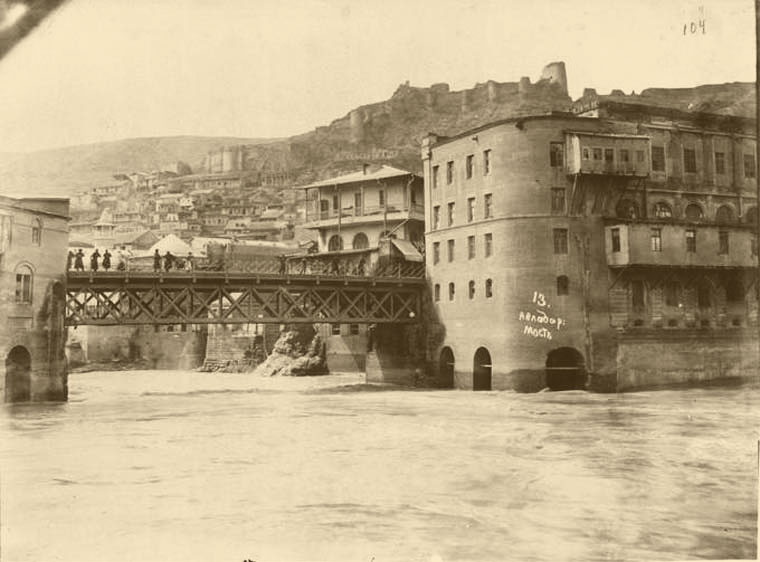
Авлабарський міст
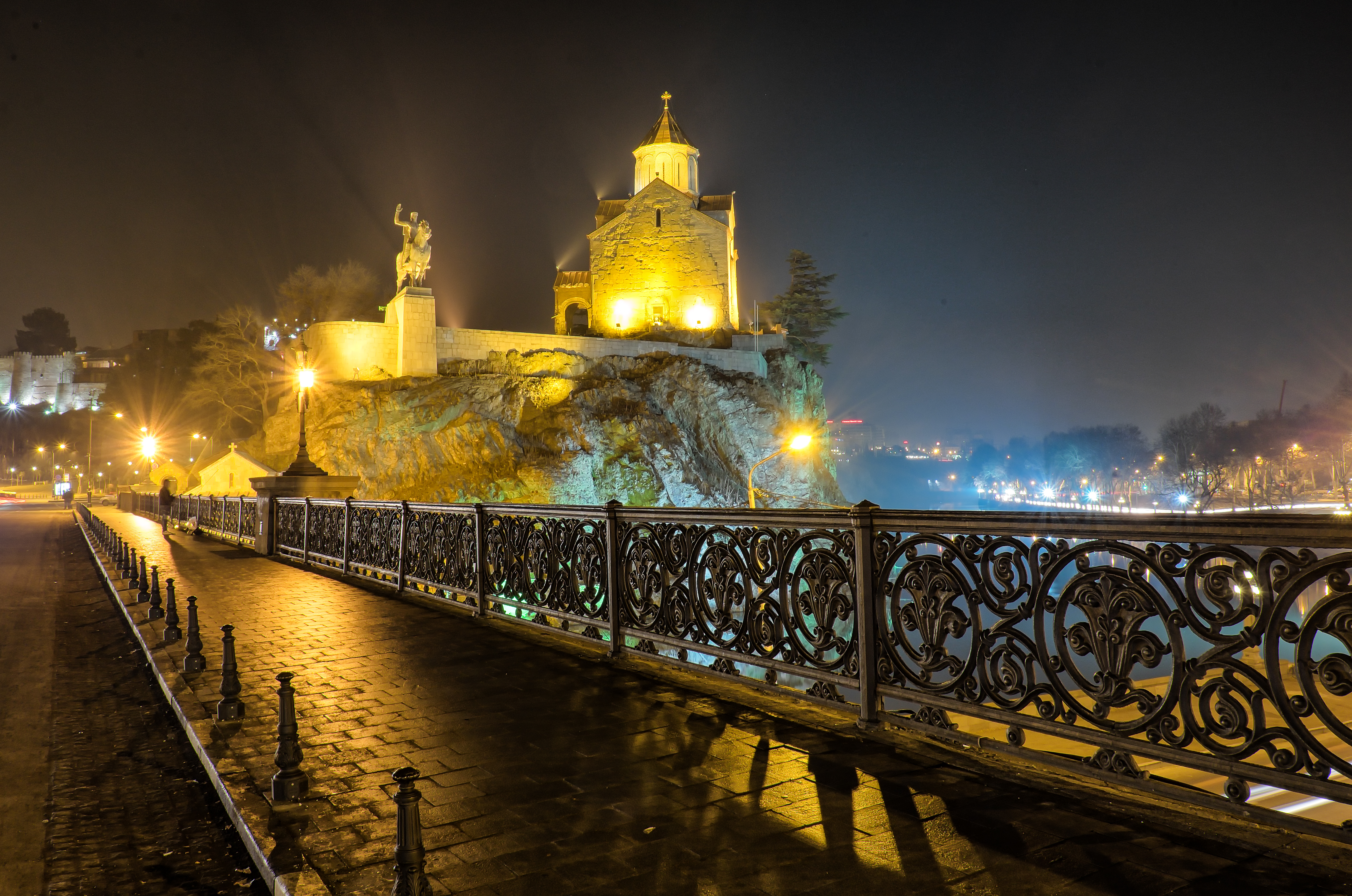
Поруччя моста і церква Метехі
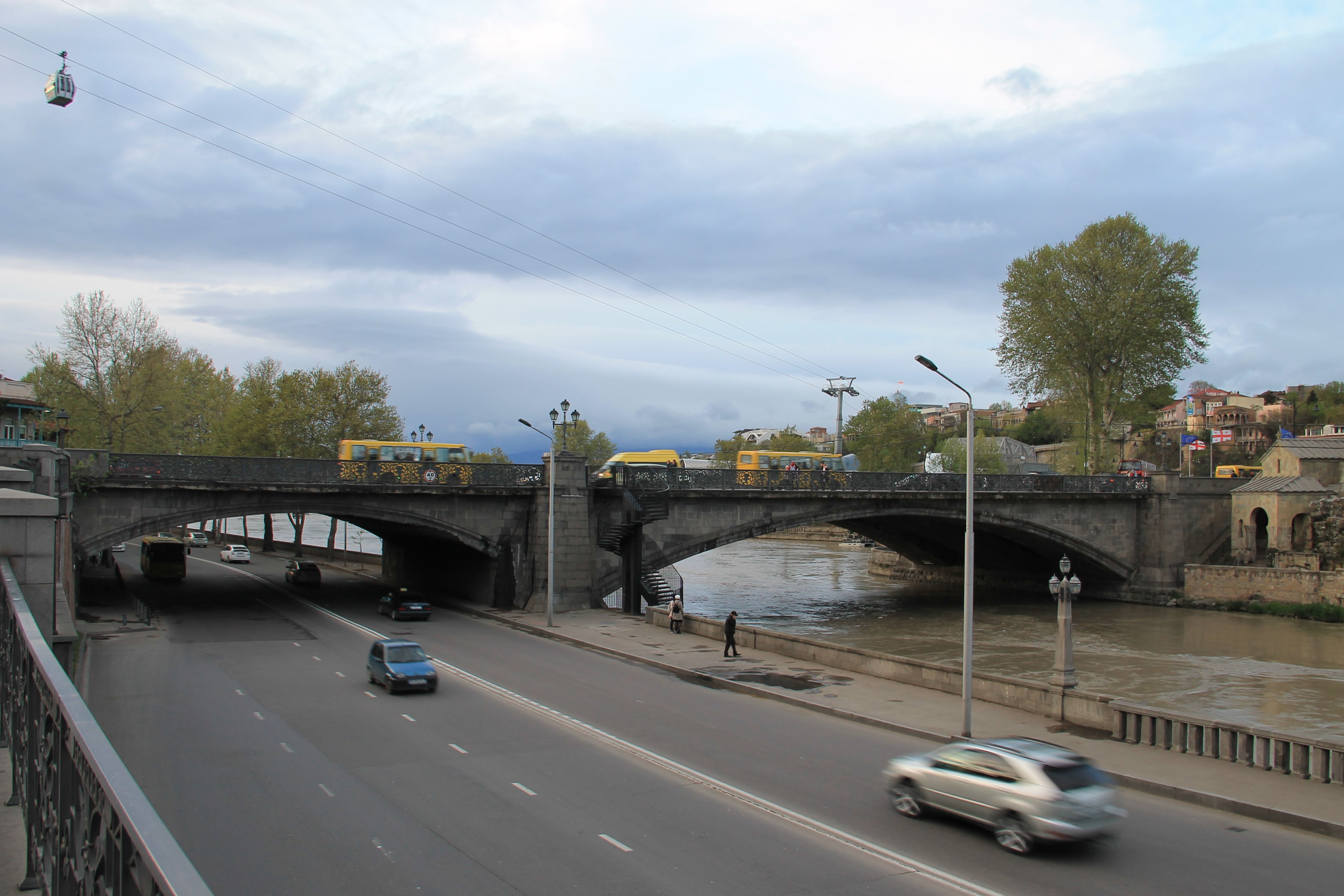
Метехський міст